# Varanus bushi
Varanus bushi este o specie de reptile din genul Varanus, familia Varanidae, descrisă de Aplin, Fitch și George King în anul 2006. Conform Catalogue of Life specia Varanus bushi nu are subspecii cunoscute.